# Cihan Özkara
Cihan Özkara (ur. 14 lipca 1991 w Hamm) – azerski piłkarz pochodzenia tureckiego występujący na pozycji napastnika. Zawodnik klubu Preußen Münster.

## Kariera klubowa
Özkara jako junior grał w zespołach LR Ahlen, Arminia Bielefeld oraz Rot Weiss Ahlen. W 2009 roku został włączony do jego pierwszej drużyny, grającej w 2. Bundeslidze. Zadebiutował w niej 25 września 2009 roku w przegranym 1:2 pojedynku z 1. FC Union Berlin. W 2010 roku spadł z zespołem do 3. Ligi. W Ahlen spędził jeszcze rok.
W 2011 roku Özkara odszedł do tureckiego Sivassporu. W Süper Lig pierwszy raz wystąpił 1 października 2011 roku w zremisowanym 2:2 meczu z Antalyasporem. 15 stycznia 2012 roku w wygranym 3:0 spotkaniu z MKE Ankaragücü zdobył pierwszą bramkę w Süper Lig. W połowie 2012 roku został wypożyczony do Kayseri Erciyesspor z 1. Lig. W 2015 roku był wypożyczony do Simurq Zaqatala. Latem 2015 przeszedł do Preußen Münster.

## Kariera reprezentacyjna
W reprezentacji Azerbejdżanu Özkara zadebiutował 29 lutego 2012 roku w przegranym 0:2 towarzyskim meczu z Palestyną. 15 sierpnia 2012 roku w wygranym 3:0 towarzyskim spotkaniu z Bahrajnem strzelił pierwszego gola w drużynie narodowej.